# Dolomiti Settentrionali di Fiemme
Le Dolomiti Settentrionali di Fiemme (dette anche Monti della Val d'Ega) sono un massiccio montuoso delle Dolomiti collocate in (Trentino-Alto Adige). Costituiscono la parte settentrionale delle Dolomiti di Fiemme. La vetta più alta è il Cimon del Latemar con i suoi 2.842 m s.l.m..

## Collocazione
Si trovano a sud di Bolzano, tra la valle dell'Adige ad ovest, la Val di Cembra a sud, la Val di Fiemme a sud-est e la Val d'Ega a nord-est.
Ruotando in senso orario i limiti geografici sono: Passo di Costalunga, Val di Fiemme, Val di Cembra, fiume Adige, Bolzano, Val d'Ega, Passo di Costalunga.

## Classificazione
La SOIUSA vede le Dolomiti Settentrionali di Fiemme come un supergruppo alpino e vi attribuisce la seguente classificazione:
- Grande parte = Alpi Orientali
- Grande settore = Alpi Sud-orientali
- Sezione = Dolomiti
- Sottosezione = Dolomiti di Fiemme
- Supergruppo = Dolomiti Settentrionali di Fiemme
- Codice = II/C-31.V-A

## Suddivisione
Secondo la SOIUSA si suddividono in due gruppi e cinque sottogruppi:
- Gruppo del Latemar (1)
  - Cresta del Latemar (1.a)
  - Sottogruppo di Valsorda (1.b)
    - Dorsale del Paion (1.b/a)
    - Dorsale delle Cime di Valsorda (1.b/b)

  - Propaggini Meridionali del Latemar (1.c)
    - Dorsale del Monte Agnello (1.c/a)
    - Dorsale della Pala di Santa (1.c/b)
- Altopiano di Nova Ponente (2)
  - Dorsale degli Oclini (2.a)
  - Dorsale del Monte Corno (2.b)

## Vette principali

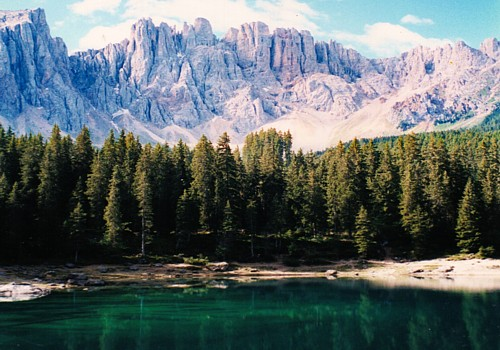
Il Gruppo del Latemar.

Le montagne principali sono:
- Cimon del Latemar - 2842 m
- Torri di Latemar - 2.814 m
- Paion - 2800 m
- Torre Christomannos - 2800 m
- Schenon - 2800 m
- Col Cornon - 2781 m
- Cima Valsorda - 2762 m
- Pala di Santa - 2.488 m
- Corno Nero - 2.439 m
- Monte Agnello - 2.357 m
- Corno Bianco - 2.316 m
- Doss dei Branchi - 2.274 m
- Monte Cornon - 2.189 m
- Pelenzana - 2.161 m
- Monte Pozza - 1.615 m
- Doss Cappello - 2.100 m
- Monte Corno - 1.817 m
- Monte Cucal - 1.706 m
- Punta Polse - 1.450 m